# Saisiyat

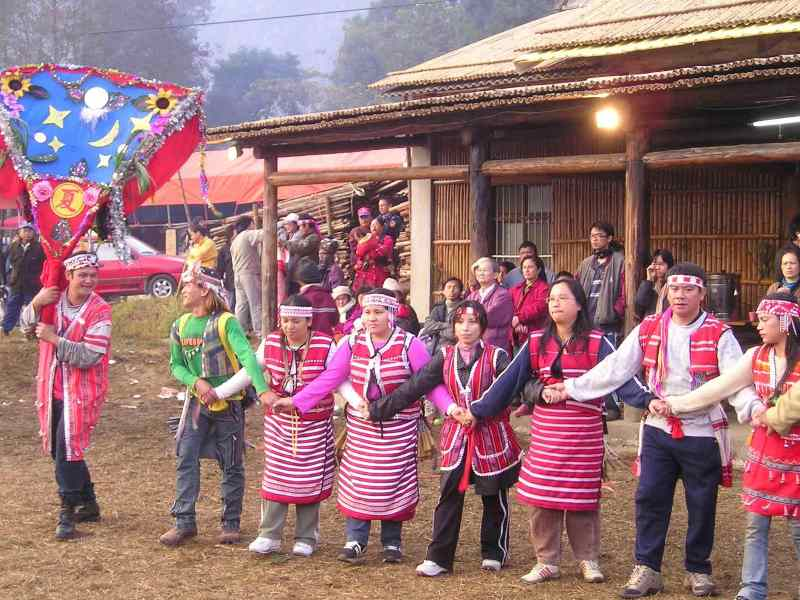
Pas-ta’ai-Fest in Nanzhuang (Miaoli)

Die Saisiyat (chinesisch: 賽夏族 Sàixià zú) sind ein taiwanisches Ureinwohnervolk mit mehr als 7000 Angehörigen (2024) im Nordwesten Taiwans. Sie werden zu den Pingpu-Völkern gezählt und haben den Status eines offiziell anerkannten indigenen Volks der Republik China (Taiwan). 

## Geschichte

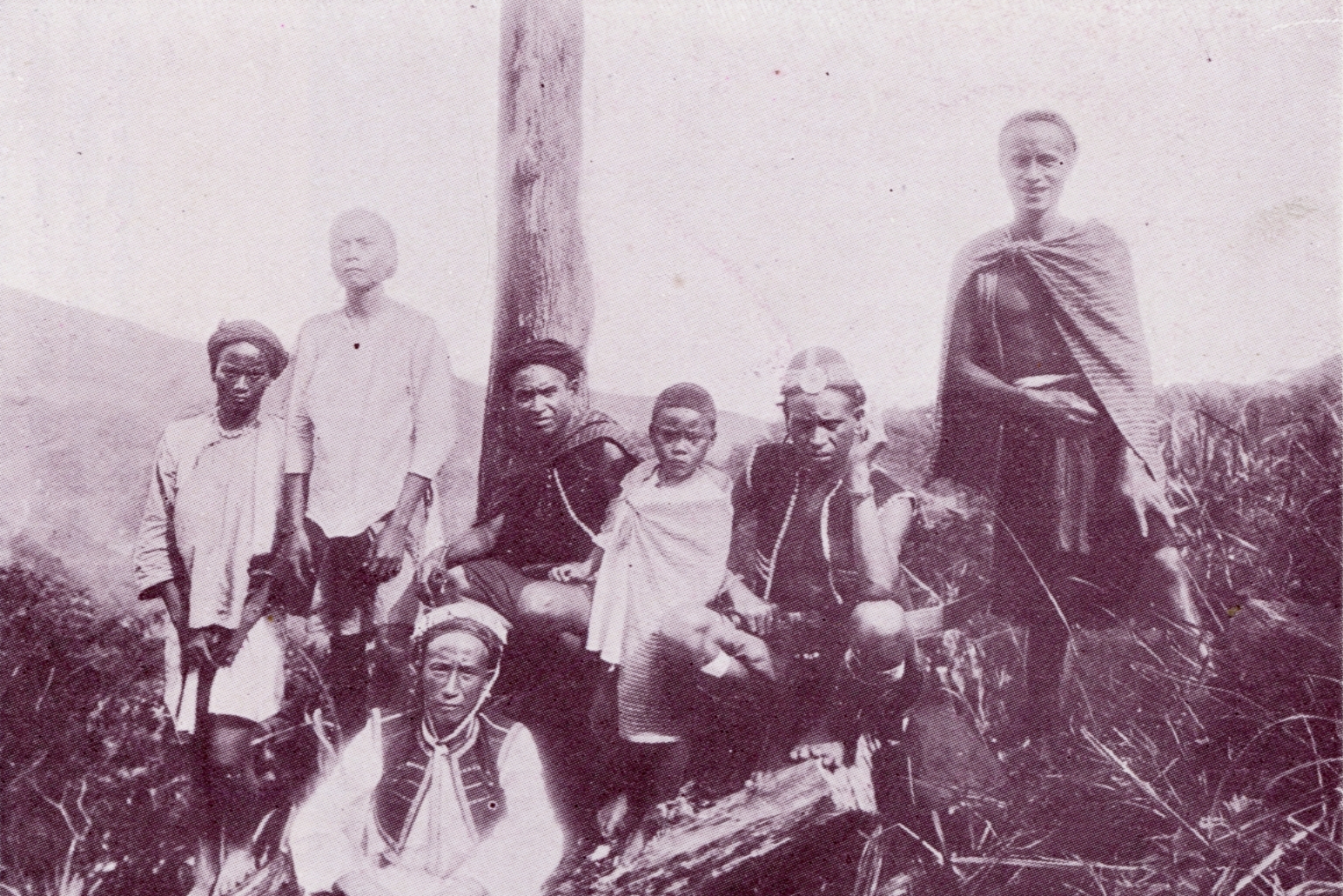
Saisiyat um 1930

Das Siedlungsgebiet der Saisiyat erstreckt sich im Wesentlichen zu beiden Seiten der Grenze zwischen den Landkreisen Hsinchu und Miaoli in Nordtaiwan. Es wird vermutet, dass ihr Gebiet ursprünglich weiter nach Süden reichte, sich jedoch infolge von Konflikten mit chinesischen Einwanderern und von Verdrängung durch diese verkleinerte.
Während der japanischen Herrschaft über Taiwan gerieten die Saisiyat auch mit den Kolonialbehörden in Konflikt, als diese Wälder, aus denen die Ureinwohner Kampferholz gewannen, für staatseigen erklärten. Im November 1907 kam es in Beipu zu einem gemeinsamen Aufstand von Saisiyat und Han-Taiwanern gegen die Japaner (Beipu-Zwischenfall 北埔事件), der mit Härte niedergeschlagen wurde.
Die Saisiyat wurden am 9. Januar 2009 durch den Rat für Indigene Völker (原住民族委員會 Yuanzhu Minzu Weiyuanhui) der taiwanischen Regierung (Exekutiv-Yuan) offiziell als indigenes Volk Taiwans anerkannt. In Nanzhuang (Miaoli) befindet sich ein Museum für Saisiyat-Kulturgegenstände (賽夏族民俗文物館).

## Kultur

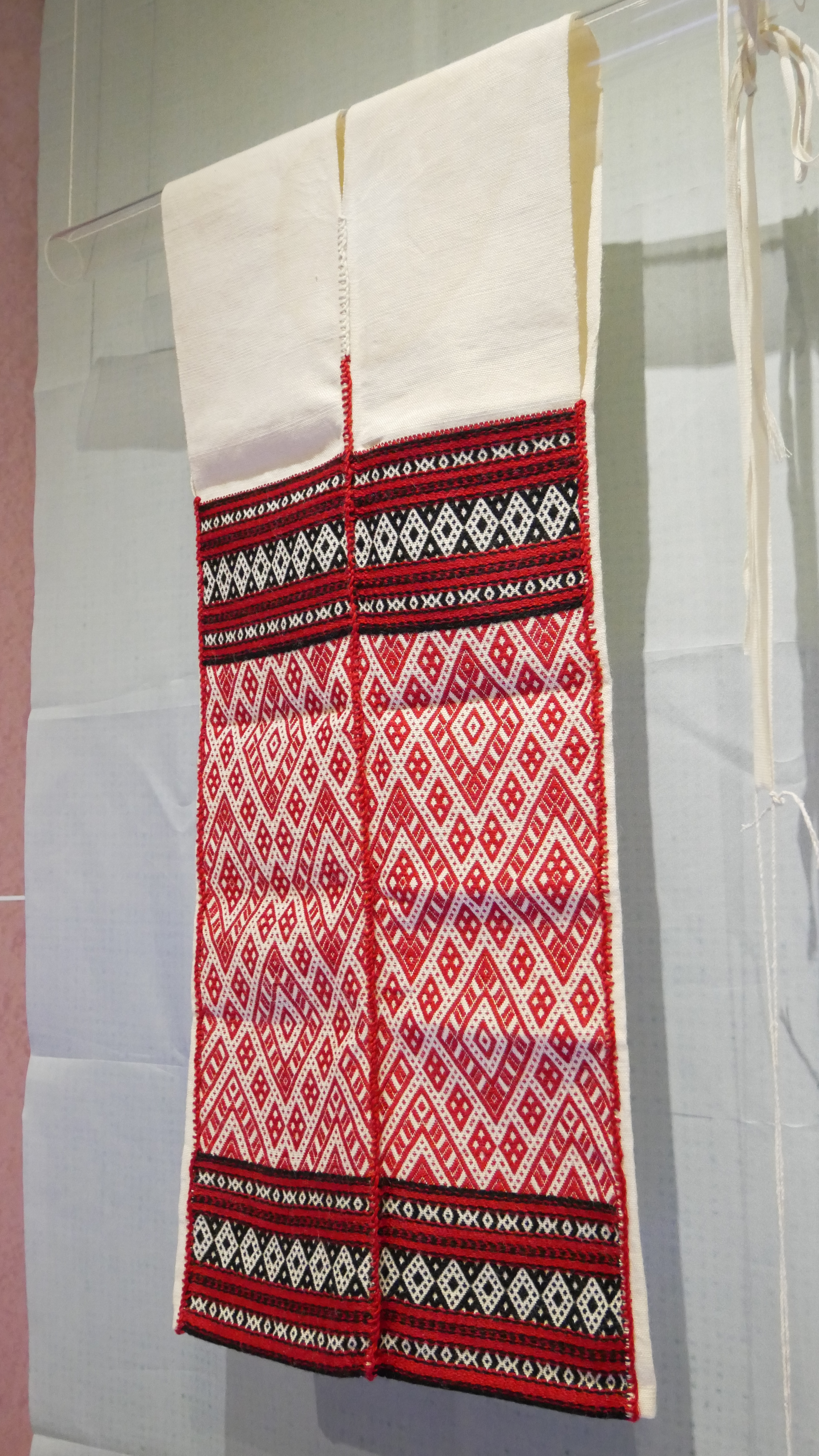
Kopie eines Obergewands

### Schöpfungssage
Der Sage des Volkes nach stammen die Saisiyat von einem Bruder und seiner Schwester ab, die als einzige Überlebende nach einer Sintflut auf dem  Dabajian-Berg (大霸尖山) im zentralen Nordtaiwan strandeten. Sie bekamen ein Kind, zerteilten es in Fleisch, Knochen, Magen und Gedärme und warfen die Stücke ins Meer. Daraus bildeten sich Menschen, die ersten Saisiyat.

### Traditionelle Lebensweise
Die Saisiyat betrieben traditionell Jagd und Ackerbau (Wanderfeldbau und Brandrodung). Ihre Kleidung bestand hauptsächlich aus auf Webstühlen gewobenem Leinen, das mit Stickereien verziert wurde. Als Farben waren Rot, Weiß und Schwarz besonders gebräuchlich.
Die Häuser der Saisiyat bestanden zumeist aus Bambus und Stroh. Als Glücksbringer wurden über dem Eingang die Unterkiefer von Schweinen, Affen oder Muntjaks angebracht. Männer und Frauen pflegten sich im Gesicht zu tätowieren. Die Tätowierung am Rest des Körpers war Kriegern vorbehalten, die den Kopf eines Feindes erbeutet hatten.
Eine Besonderheit der Saisiyat sind die tabaa’sang (chinesisch 臀鈴 tunling, „Gesäßschellen“), Bündel von kurzen Bambusrohren, die sich am unteren Ende eines über die Schultern gehängten Rückenschmucks befinden, bis zum Gesäß reichen und beim Tanz klingen.
In der Religion der Saisiyat nimmt die Verehrung von Göttern und Ahnen eine zentrale Stellung ein. Infolge der jahrhundertelangen Sinisierung gingen viele Überlieferungen verloren und die meisten Bräuche werden heute nicht mehr ausgeübt. Eine Ausnahme stellt das Pas-ta’ai-Fest dar, für das die Saisiyat überregional bekannt sind.

### Das Pas-ta’ai-Fest

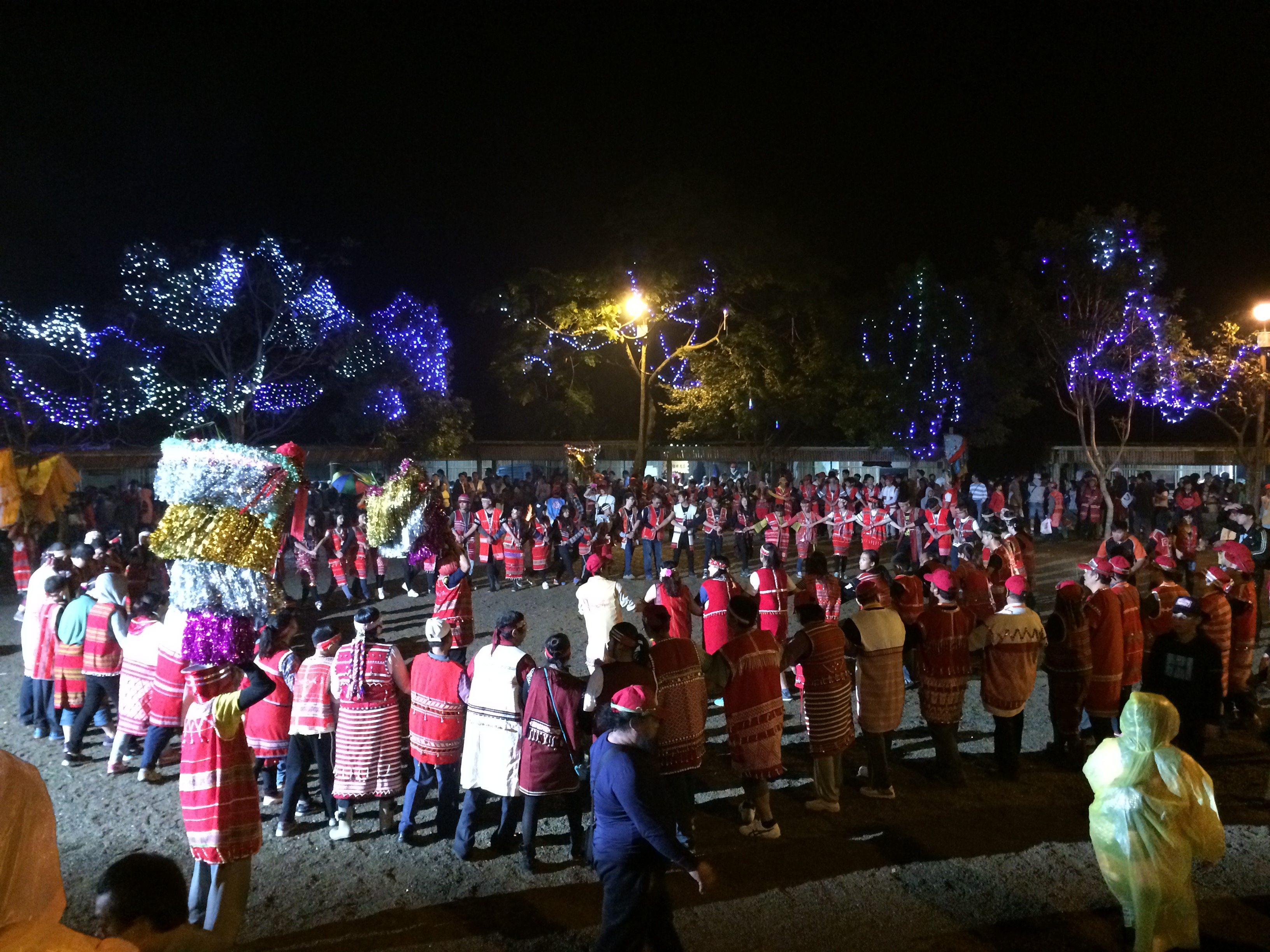
Pas-ta’ai-Fest in Wufeng (Hsinchu)

DasPas-ta’ai-Fest gilt als eines der wenigen indigenen Feste Taiwans, das über die Jahrhunderte hinweg trotz äußerer Einflüsse und Modernisierung ununterbrochen gefeiert wurde. Es wird alle zwei Jahre im zehnten Monat des Lunarkalenders begangen und alle zehn Jahre besonders groß. Pas-ta’ai (chinesisch: 巴斯達隘 Basidaai oder 矮靈祭 Ailingji) bedeutet wörtlich das „Fest für die Kleinen Leute“ und gründet auf einer Sage, die in einigen Versionen überliefert ist.
Früher, so eine verbreitete Version, lebte in den Bergen ein Volk dunkelhäutiger „Kleiner Leute“, die Ta’ai. Diese standen im Ruf, über magische Kräfte zu verfügen, weshalb sie von den Saisiyat bewundert, aber auch gefürchtet wurden. Die Ta’ai stellten manchmal den Frauen der Saisiyat nach. Als sie es auf einem Erntefest der Saisiyat wieder getan hatten, stellten ihnen die Dorfbewohner eine Falle und schnitten eine Hängebrücke ab, als sich die Kleinen Leute gerade darauf befanden. Diese stürzten in die Tiefe und kamen um, doch zwei Ta’ai überlebten. Aus Furcht vor ihrer Rache baten die Saisiyat um Vergebung, die ihnen unter der Bedingung gewährt wurde, dass sie fortan ein Fest zur Erinnerung an die Kleinen Leute, das Pas-ta’ai feiern sollten.
Das Pas-ta’ai-Fest stand im 20. Jahrhundert zeitweise vor dem Verschwinden, wurde jedoch erfolgreich wiederbelebt und ist heute auch eine touristische Attraktion. Manche geheimen Rituale des Festes werden allerdings unter Ausschluss von Besuchern durchgeführt. Das Fest dauert drei Tage und Nächte. Seinen Kern bildet ein von Gesang begleiteter nächtelanger Reigentanz, während dessen die Tänzer und Tänzerinnen laufend ausgewechselt werden.

### Sprache
Die Saisiyat-Sprache gehört wie alle Formosa-Sprachen zur austronesischen Sprachfamilie. Sie ist fast ausgestorben und wurde von den Sprachen der Mehrheitsgesellschaft (Taiwanisch, Hakka und Chinesisch) verdrängt. Manche Saisiyat sind im benachbarten Volk der Atayal aufgegangen und sprechen dessen Sprache. Heute werden Versuche zur Wiederbelebung des Saisiyat unternommen.